# كريس كريغتون
كريس كريغتون (بالإنجليزية: Chris Creighton)‏ هو مدير فني أمريكي، ولد في 7 فبراير 1969.